# 진접도서관
진접도서관은 경기도 남양주시 진접읍 소재의 도서관이다.

## 연혁
- 2013년 12월 5일 진접도서관 개관

## 시설현황
- 4층: 다목적세미나실, 동아리방-2, 문화강좌실-1,2
- 3층: 열람실, 노트북실, 디지털자료실, DVD실
- 2층: 도서정리실, 사무실, 어린이자료실, 정기간행물존, 문헌정보실
- 1층: 뽀로로도서관, 안내데스크
- 지하1층: 동아리방-1, 매점, 휴게실

## 이용 안내
이용 시간
- 열람실: 매일 08:00 ∼ 24:00 (1, 3주 토요일 08~18시)
- 문헌정보실(정기간행물실), 디지털자료실: 09:00 - 22:00(평일) / 09:00 - 18:00(공휴일 및 토.일요일)
- 어린이자료실, 뽀로로도서관: 09:00 - 18:00(평일,공휴일 및 토.일요일)

휴관일
- 정기휴관일: 추석 당일, 설 당일
- 임시휴관일: 특별한 사유로 평생교육원장이 지정하는 날